# Minele regelui Solomon (film din 1985)
Minele regelui Solomon (titlu original: King Solomon's Mines) este un film american de acțiune de dragoste din 1985 regizat de J. Lee Thompson. Este o adaptare cinematografică a romanului cu același nume din 1885 de H. Rider Haggard. Rolurile principale au fost interpretate de actorii Richard Chamberlain, Sharon Stone, Herbert Lom și John Rhys-Davies. A fost produs de Cannon Films.

## Distribuție

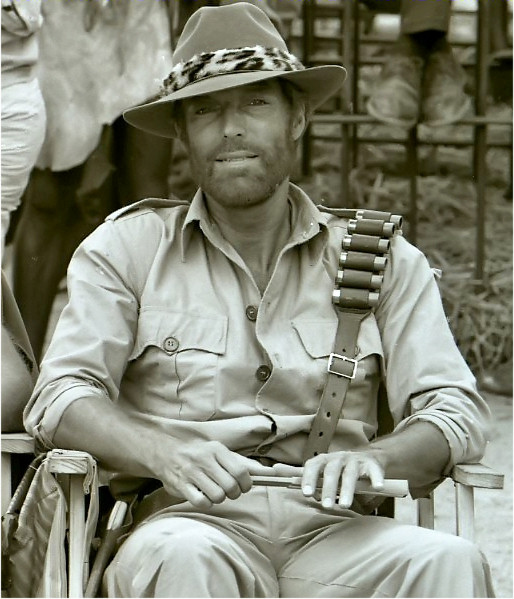
Richard Chamberlain costumat ca - Allan Quatermain

- Richard Chamberlain - Allan Quatermain
- Sharon Stone - Jesse Huston
- Herbert Lom - Colonel Bockner
- John Rhys-Davies - Dogati
- Ken Gampu - Umbopo
- June Buthelezi - Gagoola
- Sam Williams - Scragga
- Shaike Ophir - Kassam
- Mick Lesley - Dorfman
- Vincent Van der Byl - Shack
- Bob Greer - Hamid
- Oliver Tengende - Bushiri
- Neville Thomas - German Pilot
- Bishop McThuzen - Dari
- Isiah Murert - Rug Carrier